# Alex G
Alexander Giannascoli (3 de fevereiro de 1993), mais conhecido por seu nome artístico Alex G ou, anteriormente, (Sandy) Alex G, é um músico, produtor, cantor e compositor americano. Ele começou sua carreira com lançamentos feitos de forma independente em uma plataforma chamada Bandcamp, e começou a construir um público com a estreia do álbum DSU (2014), lançado pela Orchid Tapes e aclamado pela crítica. Posteriormente, ele assinou um contrato com a Lucky Number, que relançou seus lançamentos, Rules and Trick (2012). Em 2015, ele assinou com a Domino Recording Company e lançou seu sexto álbum, Beach Music. Ele seguiu em 2017 com álbum Rocket, que recebeu mais elogios e reconhecimento pela crítica. O oitavo álbum de sua carreira, House of Sugar, foi lançado no ano de 2019, e seu nono álbum God Save the Animals foi lançado em 23 de setembro de 2022.

## Juventude e carreira
Giannascoli nasceu em 1993 em Havertown, Pensilvânia. A sua família paterna é originária de Abruzzo, no centro da Itália. Aos 11 anos de idade ele aprendeu a tocar o violão de seu irmão e começou a gravar músicas. Enquanto frequentava a Haverford High School, Giannascoli produziu dois álbuns que compartilhou com amigos. Ele experimentou diferentes estilos musicais enquanto fazia sua música colaborativa, que incluía o "techno gótico" que ele fez com sua irmã em sua banda "MOTHER", bem como os projetos envolvendo sua banda de colégio "The Skin Cells", descrita como "pop rock que acidentalmente acabou sendo punk". Em 2011, Giannascoli se matriculou na Temple University, onde estudou inglês na esperança de se tornar professor, mas que acabou desistindo para seguir sua carreira musical.
Após lançar vários álbuns, EPs e singles no Bandcamp de 2010 a 2012, a popularidade de Giannascoli se expandiu através de diversos blogs e reverências de outros músicos. A revista The Fader descreveu Giannascoli como "o melhor compositor secreto da internet". Essa citação levou a Orchid Tapes a contratá-lo, bem como a ajudá-lo na estreia de seu álbum DSU (2014), que foi aclamado pela crítica. Após o lançamento do álbum, Giannascoli saiu em turnê pela América do Norte e Europa. Em novembro do mesmo ano, o álbum DSU foi lançado pela Lucky Number na Europa em todos os formatos musicais com duas novas faixas bônus. Mais tarde, a gravadora também relançou os seus dois lançamentos anteriores, Rules e Trick, ambos de 2012.
No ano de 2015, Giannascoli assinou um contrato com a Domino Recording Company e lançou sua estreia através do seu álbum Beach Music no dia 9 de Setembro. No ano seguinte, Giannascoli trabalhou com Frank Ocean em seus álbuns Endless e Blonde, fornecendo guitarras e arranjos para diversas músicas.
Em 2 de março de 2017, Giannascoli anunciou que seu segundo álbum com a gravadora Domino, chamado Rocket, seria lançado em 19 de maio e compartilhou os dois primeiros singles, "Bobby" e "Witch". No dia 4 de abril, ele anunciou a mudança de seu nome artístico de Alex G para (Sandy) Alex G, sem maiores explicações, e compartilhou mais um single do álbum, "Proud". A publicação da música Spin atribuiu a mudança de nome a um conflito legal com o cantor e YouTuber Alex Blue, que operava na época sob a marca registrada "Alex G". Ao escolher o nome "Sandy", Giannascoli disse que "foi a primeira coisa que ele colocou no Bandcamp" e que "apenas usou aquele "Sandy" como uma espécie de etiqueta de mídia social" desde então. No dia 4 de maio, ele lançou mais dois singles, "Brick" e "Sportstar", antes do lançamento do álbum. Rocket foi aclamado pela crítica e apareceu nas listas de final de ano dos melhores álbuns de 2017 de várias publicações.
O oitavo álbum de estúdio de Giannascoli, House of Sugar, foi lançado em 13 de setembro de 2019. O álbum recebeu críticas positivas e ficou em 17º lugar na lista de melhores álbuns de final de ano da Pitchfork. Em junho de 2020, ele retirou "(Sandy)" de seu nome artístico, voltando a ser conhecido como Alex G.
Giannascoli fez a trilha sonora do filme We're All Going To The World's Fair, lançado em 8 de abril de 2022.
O nono álbum de estúdio de Giannascoli, God Save the Animals, foi lançado em 23 de setembro de 2022.

## Estilo musical
A música de Giannascoli é frequentemente caracterizada como indie rock com uma estética lo-fi devido ao fato de ele gravar todas as suas músicas sozinho em sua casa. Ele é frequentemente comparado ao cantor e compositor Elliott Smith, que é uma influência dele. Outras comparações incluem Built to Spill e The Martinis. O Philadelphia Inquirer elogiou-o como "um escritor de melodias particularmente talentoso", cujas "músicas confusas e às vezes distorcidas, que remontam a bandas ligeiramente distorcidas dos anos 1990, como Pavement, não conseguem esconder sua habilidade como artesão pop e construtor de narrativas elípticas que apelo à escuta repetida." Ele afirmou que seu processo criativo consiste geralmente em trabalhar sozinho em seu quarto com seu violão e adicionar outros instrumentos posteriormente. Quando questionado sobre trabalhar em um estúdio de gravação profissional, ele respondeu: "Sinto que eventualmente terei que fazer isso, mas simplesmente não quero. Porque não sei como trabalhar com todas essas coisas, e não quero que mais ninguém tenha o controle. Só quero seguir minhas próprias ideias e me sinto desconfortável em fazer isso de outra maneira." Apesar de anteriormente hesitar em gravar sua música em estúdios profissionais, God Save the Animals de Giannascoli foi gravado em estúdio com a ajuda de Jacob Portrait durante a pandemia de Covid-19.

## Discografia

### Álbuns de estúdio
- Race (2009)
- Winner (2011)
- Easy (2011)
- Rules (2012)
- Trick (2012)
- DSU (2014)
- Beach Music (2015)
- Rocket (2017)
- House of Sugar (2019)
- God Save the Animals (2022)
- I Said The TV Glow (2024)

### Álbuns de trilha sonora
- We're All Going to the World's Fair {2022)